# Adriano Galliani
Adriano Galliani (ur. 30 lipca 1944 w Monzy) – włoski przedsiębiorca, działacz piłkarski związany z A.C. Milan, wieloletni wiceprezes i dyrektor zarządzający tego klubu, a także polityk.

## Życiorys
Z wykształcenia geodeta, przez osiem lat pracował w administracji mieszkaniowej w Monzy. Założył następnie przedsiębiorstwo zajmujące się produkcją urządzeń do odbioru sygnału telewizyjnego. Od 1979 współpracował z Silviem Berlusconim nad zorganizowaniem pierwszej włoskiej prywatnej telewizji, współtworząc powstała w 1980 stację Canale 5. Był później m.in. członkiem rady dyrektorów koncernu Mediaset, a także prezesem i dyrektorem generalnym wchodzącego w skład holdingu przedsiębiorstwa Reti Televisive Italiane.
Od 1986 był wiceprezesem i dyrektorem zarządzającym A.C. Milan. Funkcje te pełnił do 2017, faktycznie zarządzając przez ten okres klubem piłkarskim formalnie kierowanym przez większość tego czasu przez Silvia Berlusconiego. Podczas jego urzędowania A.C. Milan m.in. ośmiokrotnie wywalczył mistrzostwo Włoch i pięciokrotnie zwyciężył w rozgrywkach Pucharu Europy i Ligi Mistrzów UEFA. W 2001 Adriano Galliani został wybrany na prezesa Lega Nazionale Professionisti, organizatora krajowych rozgrywek piłkarskich w najwyższych ligach. Ustąpił z tego stanowiska w 2006 na skutek afery Calciopoli; za swój udział w tym skandalu został ukarany czasowym zawieszeniem.
W 2018 z ramienia partii Forza Italia został wybrany w skład Senatu XVIII kadencji.